# 린 해밀턴
린 해밀턴(Lynn Hamilton, 1930년 4월 25일 ~ 2025년 6월 19일)은 미국의 배우, 텔레비전 배우, 영화배우, 연극 배우이다.

## 방송
- 월튼네 사람들

## 영화
- 사랑의 커피 (1993년)
- 뿌리 - 그 다음 세대 (1979년)
- 형사 Q (1976년)
- 행업 (1974년)
- 더 영 앤 더 레스트리스 (1973년)
- 샌포드 앤 선 (1972년)
- 월튼네 사람들 (1972년)
- 레이디 싱스 더 블루스 (1972년)
- 더 세븐 미니츠 (1971년)
- 죽음의 묵시록 (1971년)
- 아이언 사이드 (1967년)
- 그림자들 (1959년)
- 딜론 보안관 (1955년)